# Cheiridopsis namaquensis
Cheiridopsis namaquensis är en isörtsväxtart som först beskrevs av Sonder, och fick sitt nu gällande namn av Franz Xaver von Hartmann. Cheiridopsis namaquensis ingår i släktet Cheiridopsis och familjen isörtsväxter. Inga underarter finns listade i Catalogue of Life.

## Bildgalleri

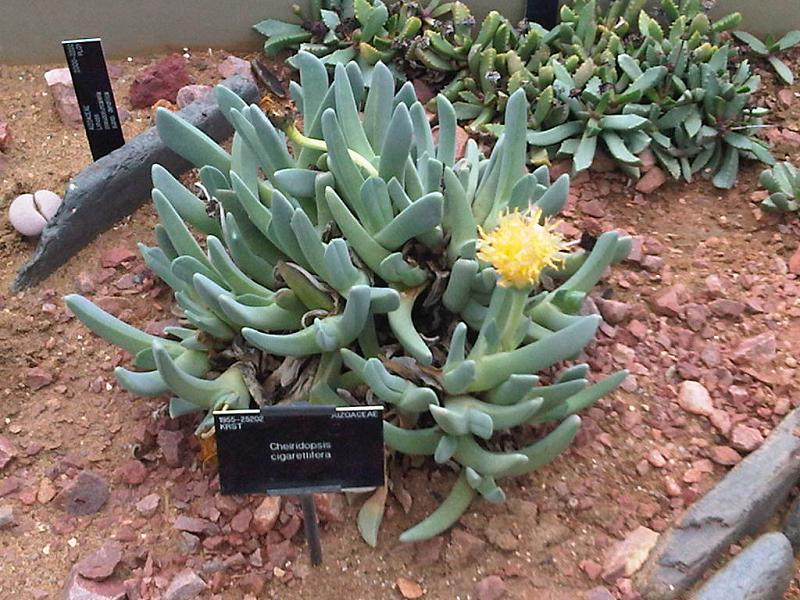
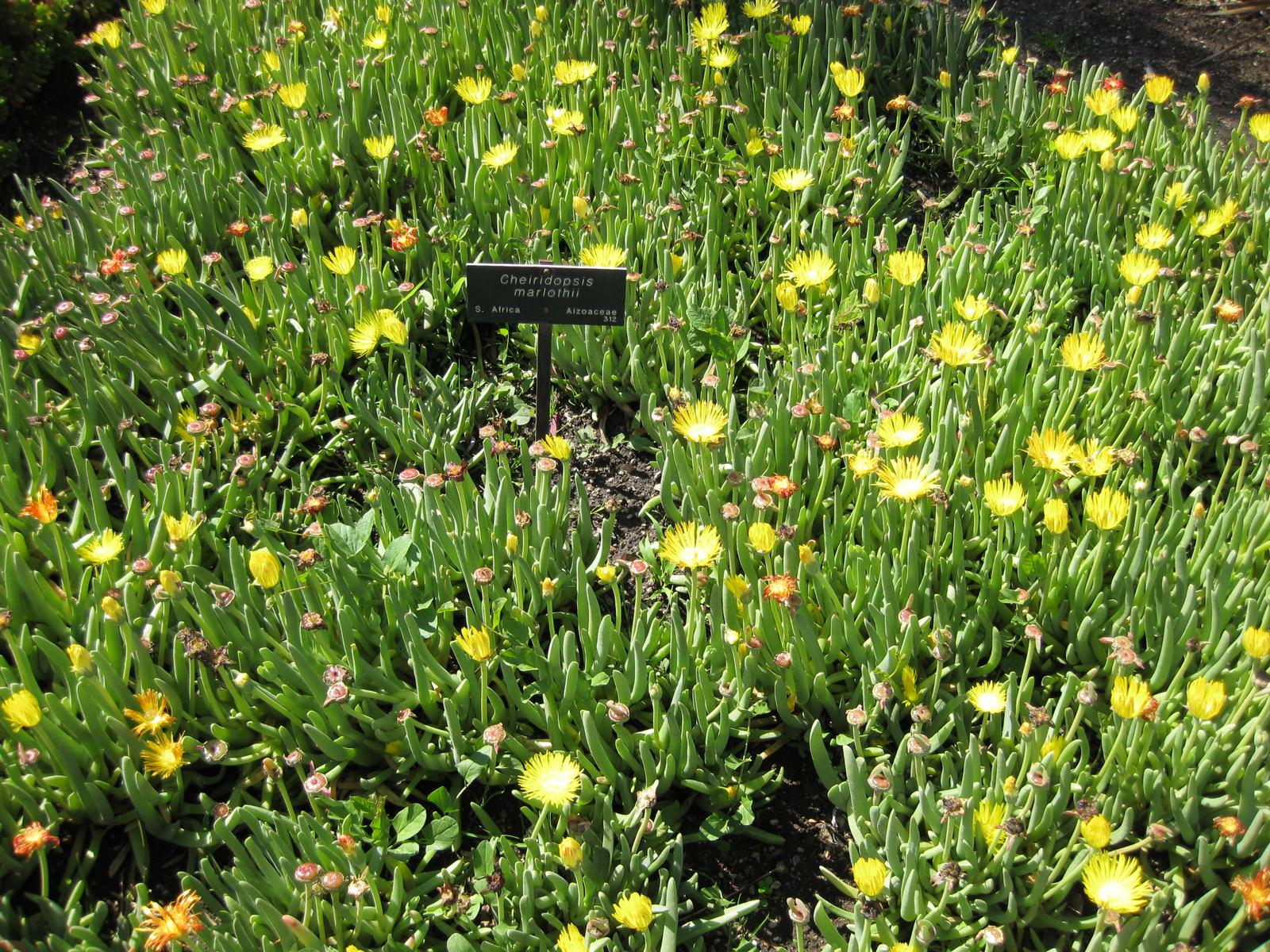
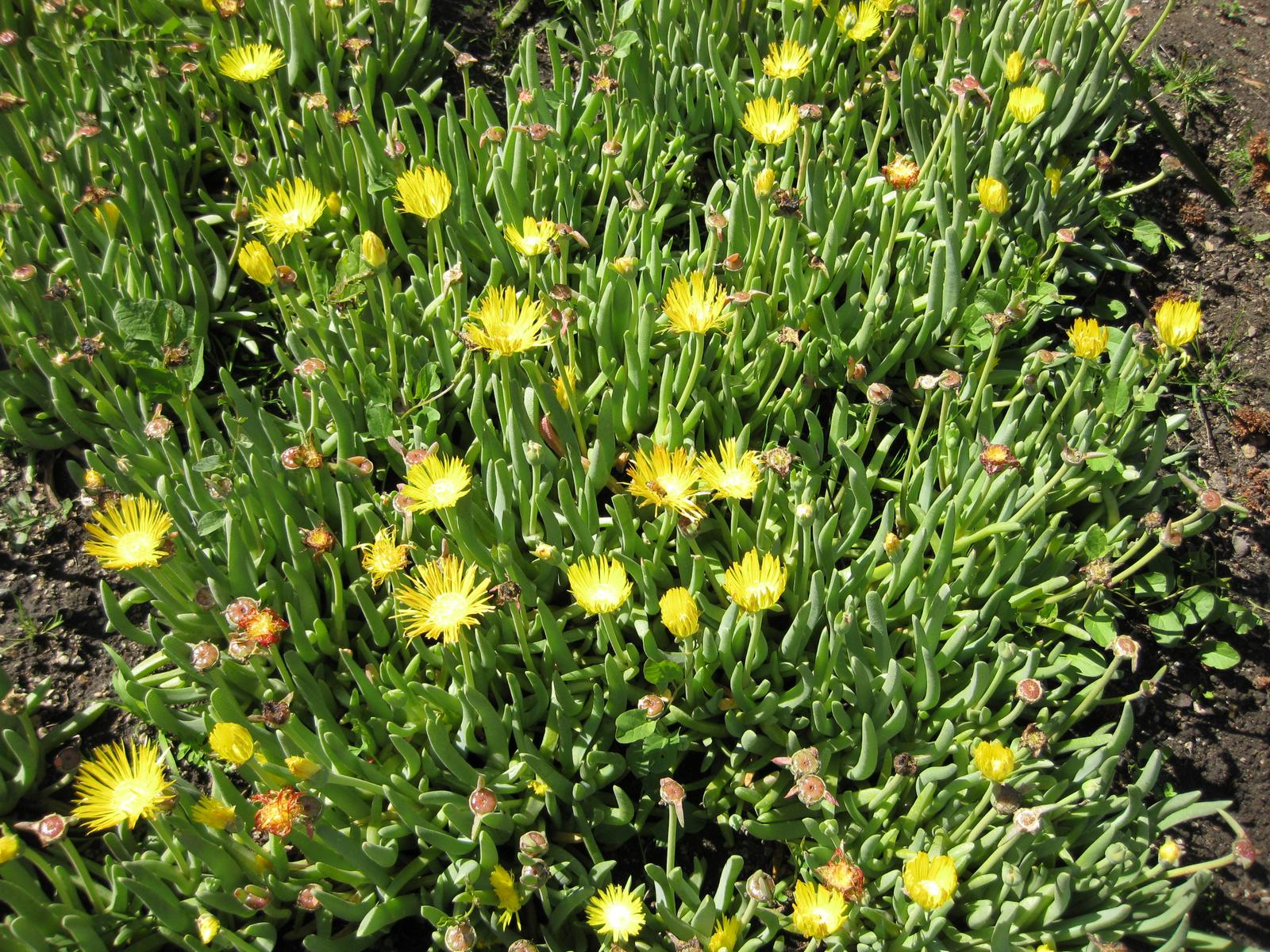
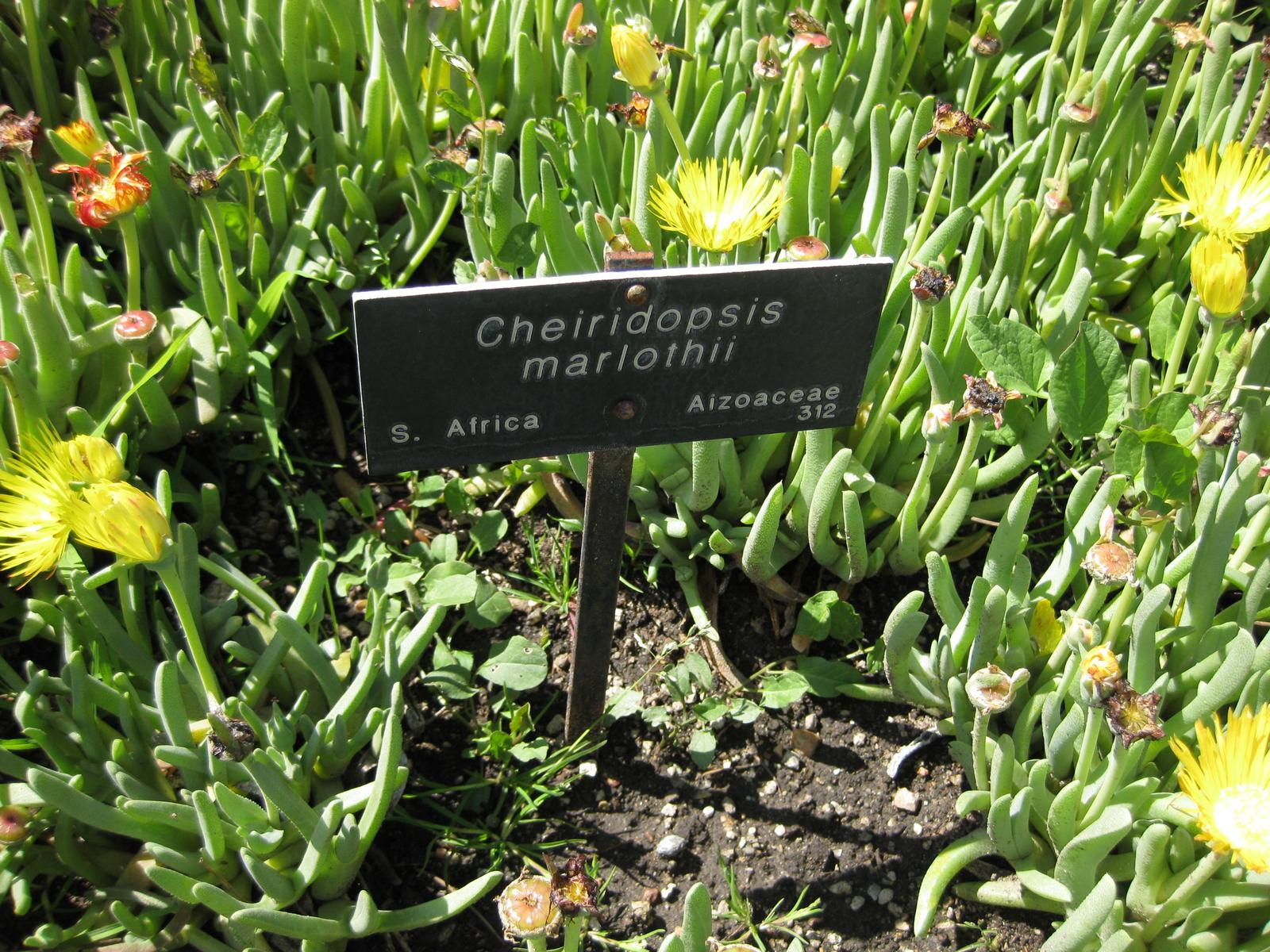